# Stadion Za Lužánkami
Le Stadion Za Lužánkami est un stade situé à Brno, en République tchèque, qui n'est plus utilisé. Il était principalement utilisé pour le football et était l'enceinte du FC Zbrojovka Brno. Ce stade pouvait accueillir 50 000 personnes.

## Histoire
Les travaux de constructions s'étalent entre 1949 à 1953  pour être dans les années 1960 et 1970 le plus grand stade de Tchécoslovaquie. Za Lužánkami détient le record du plus grand nombre de spectateurs de la première division tchèque  lors d'un match de la saison 1996-1997 entre Brno et le Slavia Prague. L'enceinte est fermée en 2001, le Zbrojovka Brno s'installant au stade Městský fotbalový Srbská, ce stade ne répondant pas aux critères de la Fédération tchèque et de la FIFA .
La reconstruction du stade prévoyait le retour de l'équipe du FC Zbrojovka Brno  mais en juin 2012, il fut annoncé que, pour des raisons financières, le projet de reconstruction était en suspens.
Le stade tombe alors en mauvais état, des arbres et des arbustes y poussant et des sans-abri vivant dans les gradins. Le capitaine du FC Zbrojovka Brno, Petr Švancara , prend l'initiative d'essayer de restaurer le stade pour qu'il puisse disputer un match d'adieu à Za Lužánkami. Cet effort s'est ensuite transformé en une campagne de volontaires, bénéficiant d'un financement participatif, afin que le stade soit prêt à accueillir un dernier match pour Švancara. Le projet a été un succès et le 27 juin 2015, environ 35 000 spectateurs ont vu deux équipes composées en grande partie d'anciens joueurs du FC Zbrojovka Brno jouer un match à Za Lužánkami.
L'équipe de jeunes du FC Zbrojovka Brno s'entraîne dorénavant dans le stade, loué au groupe de supporters Verime Zbrojovce. Des plans ont été dévoilés pour une rénovation d'un coût de 40 millions de livres.